# الجدة (حبيش)

تعديل مصدري - تعديل

الجدة محلة تابعة لقرية نجد السبيح، التابعة لعزلة بني شبيب بمديرية حبيش إحدى مديريات محافظة إب في الجمهورية اليمنية، بلغ تعداد سكانها 239 حسب تعداد اليمن لعام 2004.